# Equino (arquitetura)

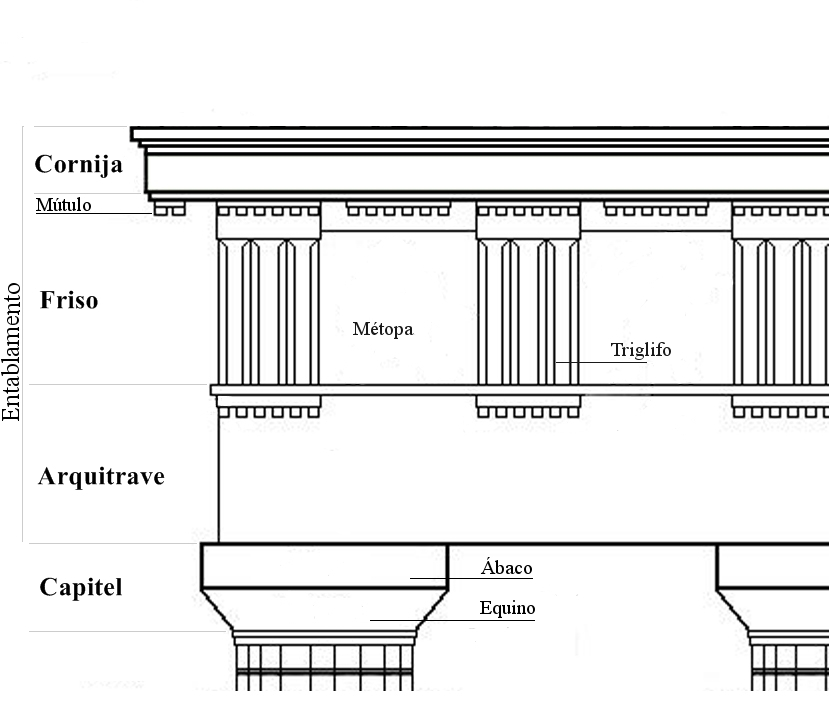
Elementos arquitetônicos na ordem dórica

Em arquitetura, um equino ou coxim é o elemento central do capitel, entre o ábaco e o gorjal, criado na coluna arte minoica, com forma discoide, e comumente identificado à coluna dórica grega. Possui um perfil saliente - que combina um quarto de círculo à secção de uma oval - no Período Arcaico, e forma quase troncônica do Período Clássico em diante.